# Linda Benin
Linda Benin (ur. 20 listopada 1988) – ghańska lekkoatletka, młociarka. Do końca 2009 reprezentowała Francję, posiada podwójne obywatelstwo.

## Osiągnięcia
| Rok  | Impreza                    | Miejsce    | Lokata            | Wynik |
| ---- | -------------------------- | ---------- | ----------------- | ----- |
| 2010 | Mistrzostwa Afryki         | Nairobi    | 5. miejsce        | 57,55 |
| 2010 | Igrzyska Wspólnoty Narodów | Nowe Delhi | el. – 13. miejsce | 59,33 |

Reprezentantka Francji w meczach międzypaństwowych juniorek, medalistka mistrzostw Francji w kategoriach juniorskich i młodzieżowych. Siedmiokrotna rekordzistka Ghany.

## Rekordy życiowe
- Rzut młotem – 59,63 (2011) rekord Ghany